# Pulec
Pulec je žabí larva. 

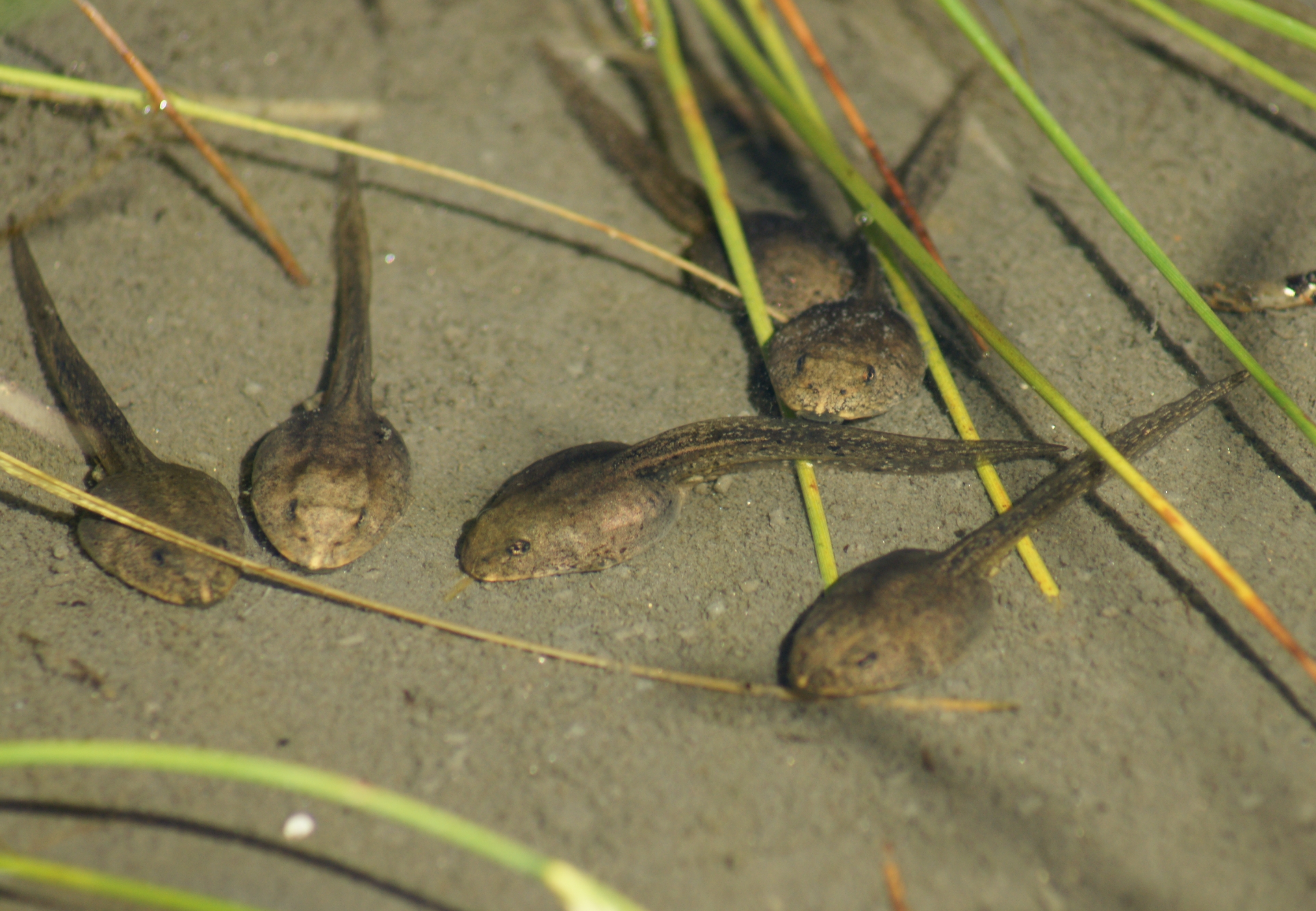
Pulec blatničky západoevropské

Může žít jen v čistých sladkých vodách. Pulec je obvykle býložravý, živí se řasami, odumřelými částmi rostlin a prvoky. Ve střevě má spirální řasu uzpůsobenou k trávení. V drsných a nepříznivých podmínkách se z něho však může stát masožravec, případně dochází ke kanibalismu. Stává se častou potravou jiných živočichů.

## Vývoj
V prvních dnech života je pulec vyživován ze žloutkového váčku na břišní straně těla. Po prolomení úst se již může živit rostlinnou potravou. Zprvu je pulec beznohý, později mu narostou zadní a pak přední končetiny. Ocas se stále zmenšuje. Žábry jsou vnitřní, překryté pojivovou řasou. Voda je k nim přiváděna ústy a ven z těla proudí žaberními štěrbinami po stranách těla za hlavou.
Namísto amoniaku se začíná vylučovat močovina. Zahajuje se také tvorba hemoglobinu. Po několika dnech až týdnech se z pulce stává žába.

## Zajímavost
- Pulci listovnice červenooké se obyčejně líhnou po uplynutí jednoho týdne. Občas se však může stát, že vajíčka nakladená na spodní stranu listů nad vodou chce sežrat had. Pulci jsou citliví na otřesy a rozpoznají hadí aktivitu (rozliší vibrace např. od vibrací způsobených deštěm). Pokud tedy podle otřesů rozpoznají, že se k nim chumáčem vajíček prokousává had, prorazí obal vajíčka a vypadnou do vody, aby se zachránili. Předčasně opustit vajíčko dokážou již po čtyřdenní inkubaci.[1]